# Pantoporia anna
Pantoporia anna är en fjärilsart som beskrevs av Olthof 1951. Pantoporia anna ingår i släktet Pantoporia och familjen praktfjärilar. Inga underarter finns listade i Catalogue of Life.